# Ceratopholcus
Ceratopholcus is een geslacht van spinnen uit de familie trilspinnen (Pholcidae).

## Soorten
Het geslacht kent de volgende soort:
- Ceratopholcus maculipes Spassky, 1934